# Daniel Vandas
Daniel Vandas (* 11. září 1998 Rychnov nad Kněžnou) je český reprezentant v orientačním běhu. Mezi jeho největší úspěchy patří bronzová medaile z klasiky a bronzová medaile ze štafet na mistrovství světa juniorů 2018, které se konalo v Maďarsku. Je také dvojnásobným dorosteneckým mistrem Evropy na klasické trati z let 2014 a 2016. V současnosti žije ve Vamberku. Od dorostu reprezentuje klub OK 99 Hradec Králové, dříve běhal za oddíly SOOB Spartak Rychnov nad Kněžnou a OB Vamberk.

## Sportovní kariéra
| Umístění na Mistrovství České republiky v orientačním běhu | Umístění na Mistrovství České republiky v orientačním běhu | Umístění na Mistrovství České republiky v orientačním běhu | Umístění na Mistrovství České republiky v orientačním běhu | Umístění na Mistrovství České republiky v orientačním běhu | Umístění na Mistrovství České republiky v orientačním běhu | Umístění na Mistrovství České republiky v orientačním běhu | Umístění na Mistrovství České republiky v orientačním běhu | Umístění na Mistrovství České republiky v orientačním běhu | Umístění na Mistrovství České republiky v orientačním běhu | Umístění na Mistrovství České republiky v orientačním běhu | Umístění na Mistrovství České republiky v orientačním běhu |
| Ročník                                                     | Kategorie                                                  | Klasická                                                   | Krátká                                                     | Sprint                                                     | Noční                                                      | Ranking                                                    | Členství v klubu                                           | Štafety                                                    | Kluby                                                      | Sprint. štafety                                            |                                                            |
| ---------------------------------------------------------- | ---------------------------------------------------------- | ---------------------------------------------------------- | ---------------------------------------------------------- | ---------------------------------------------------------- | ---------------------------------------------------------- | ---------------------------------------------------------- | ---------------------------------------------------------- | ---------------------------------------------------------- | ---------------------------------------------------------- | ---------------------------------------------------------- | ---------------------------------------------------------- |
| MČR 2012                                                   | H16 – mladší dorostenci                                    | 9. místo                                                   |                                                            |                                                            |                                                            |                                                            | SOOB Spartak Rychnov n.Kn.                                 |                                                            |                                                            |                                                            |                                                            |
| MČR 2013                                                   | H16 – mladší dorostenci                                    | 2. místo                                                   | 5. místo                                                   | 4. místo                                                   |                                                            |                                                            | OK 99 Hradec Králové                                       | 6. místo                                                   | 3. místo                                                   |                                                            |                                                            |
| MČR 2014                                                   | H16 – mladší dorostenci                                    |                                                            | disk                                                       | 3. místo                                                   |                                                            |                                                            | OK 99 Hradec Králové                                       | 5. místo                                                   | 1. místo                                                   | 1. místo                                                   |                                                            |
| MČR 2015                                                   | H18 – starší dorostenci                                    | 6. místo                                                   | disk                                                       | 2. místo                                                   | 2. místo                                                   | 528. místo                                                 | OK 99 Hradec Králové                                       | 3. místo                                                   | 3. místo                                                   | 2. místo                                                   |                                                            |
| MČR 2016                                                   | H18 – starší dorostenci                                    | 1. místo                                                   | 6. místo                                                   | 8. místo                                                   | 3. místo                                                   | 379. místo                                                 | OK 99 Hradec Králové                                       | 2. místo                                                   | 1. místo                                                   | 1. místo                                                   |                                                            |
| MČR 2017                                                   | H20 – junioři                                              | 1. místo                                                   | 6. místo                                                   | 3. místo                                                   | 1. místo                                                   | 29. místo                                                  | OK 99 Hradec Králové                                       |                                                            |                                                            |                                                            |                                                            |
| MČR 2017                                                   | H21 – muži                                                 |                                                            |                                                            |                                                            |                                                            |                                                            | OK 99 Hradec Králové                                       | 11. místo                                                  | 1. místo                                                   | 1. místo                                                   |                                                            |
| MČR 2018                                                   | H20 – junioři                                              |                                                            | 3. místo                                                   | disk                                                       |                                                            | 19. místo                                                  | OK 99 Hradec Králové                                       |                                                            |                                                            |                                                            |                                                            |
| MČR 2018                                                   | H21 – muži                                                 |                                                            |                                                            |                                                            |                                                            |                                                            | OK 99 Hradec Králové                                       | 2. místo                                                   | 1. místo                                                   | disk                                                       |                                                            |
| MČR 2019                                                   | H21 – muži                                                 | 16. místo                                                  | 33. místo                                                  | 9. místo                                                   |                                                            | 6. místo                                                   | OK 99 Hradec Králové                                       | 2. místo                                                   | 1. místo                                                   | 1. místo                                                   |                                                            |
| MČR 2020                                                   | H21 – muži                                                 | 13. místo                                                  | 2. místo                                                   | 14. místo                                                  |                                                            | 6. místo                                                   | OK 99 Hradec Králové                                       | 2. místo                                                   | zruš                                                       | 2. místo                                                   |                                                            |
| MČR 2021                                                   | H21 – muži                                                 |                                                            | 5. místo                                                   | 12. místo                                                  |                                                            | 16. místo                                                  | OK 99 Hradec Králové                                       |                                                            |                                                            | 4. místo                                                   |                                                            |
| MČR 2022                                                   | H21 – muži                                                 | 16. místo                                                  | 16. místo                                                  |                                                            |                                                            | 11. místo                                                  | OK 99 Hradec Králové                                       | 1. místo                                                   | 1. místo                                                   |                                                            |                                                            |
| MČR 2023                                                   | H21 – muži                                                 |                                                            | 12. místo                                                  | 7. místo                                                   | 3. místo                                                   | 4. místo                                                   | OK 99 Hradec Králové                                       | 2. místo                                                   | 1. místo                                                   | 6. místo                                                   |                                                            |
| MČR 2024                                                   | H21 – muži                                                 | 5. místo                                                   | 5. místo                                                   | 3. místo                                                   |                                                            | 5. místo                                                   | OK 99 Hradec Králové                                       | 1. místo                                                   | 1. místo                                                   | 4. místo                                                   |                                                            |